# 滨惠子
濱惠子（1947年11月7日—）是日本前排球运动员。她在1968年夏季奥林匹克运动会中，参加了女子排球比赛并获得银牌。她也参加了1966年和1970年亚洲运动会。